# Misjonarski Kościół Kopimizmu

Ctrl-C, Ctrl-V

Misjonarski Kościół Kopimizmu, ang. the Missionary Church of Kopimism – religia zarejestrowana w Szwecji jako związek wyznaniowy. Założycielem jest Isak Gerson. Podstawą religii jest założenie, że największą cnotą jest kopiowanie.